# Nexans
Nexans S.A. (Нексанс) — французька компанія виробник кабельно-провідникової продукції (електричної та оптоволоконної) для інфраструктурних, промислових (зокрема для суднобудівельної, нафтогазової і авіаційної промисловостей) та будівельних ринків. На сьогодні компанія є другим у світі виробником кабелів після Prysmian S.p.A.. Виробничі потужності розташовані у 40 країнах світу, у складі компанії працює близько 25 000 співробітників. Загальні продажі сягають 6 мільярдів євро на рік.

## Історія
Компанію Нексанс було засновано у 2000 році як підрозділ телекомунікаційної компанії Alcatel після придбання ряду компанії-виробників кабельної продукції. Лістинг компанії на Паризькій біржі було розпочато наступного року, після її виокремлення. Наразі компанія входить до розрахунку індексу CAC Mid 60.